# Allophatnus aetnensis
Allophatnus aetnensis là một loài tò vò trong họ Ichneumonidae.